# 九九式重門橋
九九式重門橋（きゅうきゅうしきじゅうもんきょう）とは、大日本帝国陸軍が開発した渡河機材の一つである。九九式三舟重門とも呼ばれる。

## 概要
これまで日本陸軍が運用してきた渡河機材は、いずれも向こう岸が見える河川に舟を並列に並べ架橋し、戦車や火砲を渡すことを目的としたが、中国大陸にある大きな河川や黒竜江、ノモンハン事件のハルハ河などではとても従来の渡河機材では戦闘に間に合わないことが判明した。そのため、後部に操舟機（モーター）を搭載した舟艇に戦車などの重量物を搭載したまま河川を移動可能な九九式重門橋を1939年（昭和14年）が開発された。

### 構造・実戦
全備重量は1,054 ㎏、搭載するモーターは九六式大操舟機で65馬力の出力を発揮した。舟は木製で折り畳み式三舟門橋で、尖形船2艘と方形舟1艘の3艘を並列に並べ一体化させて組み合わせている。舟の中央は凹んでおりここに踏み板を渡し戦車を搭載する。
最大積載荷重は16 tであり、全備重量15 t～15.8 tの九七式中戦車までならば搭載することができた。ただし、九七式中戦車を搭載した場合は他の兵員を載せることは不可能であり、さらに九七式中戦車の後継車両として開発された一式中戦車の全備重量は17.2 t、その後に計画・開発された四式中戦車にいたっては初期の計画では20 t、最終的な重量は30 tにおよび、九九式重門橋の搭載重量の限界を超えてしまった。そのため、これらの車両に対応した超重門橋が開発されている（超重門橋の最大積載可能重量は40 tである）。
九九式重門橋は太平洋戦争におけるシンガポール攻略時にも使用され、ジョホール水道の渡河などで活躍した。